# Caracole (militaire)
Pour les articles homonymes, voir Caracole.
 (mai 2013).
Si vous disposez d'ouvrages ou d'articles de référence ou si vous connaissez des sites web de qualité traitant du thème abordé ici, merci de compléter l'article en donnant les références utiles à sa vérifiabilité et en les liant à la section « Notes et références ».
La caracole est une tactique de cavalerie apparue dans la deuxième moitié du XVIe siècle, utilisée par les reîtres allemands, et utilisée jusqu’au XVIIIe siècle.
Depuis la fin du XVe siècle, l'infanterie organisée en corps tactiques parfaitement disciplinés a repris la prépondérance des champs de bataille qu'elle avait perdue depuis la fin de l'Empire romain (bataille d'Andrinople). Fantassins suisses, puis lansquenets allemands et tercios espagnols se regroupent en carrés massifs, hérissés de longues piques, abritant des arbalétriers puis des arquebusiers, capable de briser la traditionnelle charge de cavalerie lourde. Loin de rester défensif, ce dispositif monte volontiers à l'assaut, que ce soit d'une autre infanterie, de positions retranchées ou même de cavalerie lourde comme lors de la bataille décisive de Morat (Murten). Pour faire face à cette situation, les reîtres inventent le corps tactique discipliné et organisé de cavalerie, l’usage de l’arme à feu permettant une nouvelle tactique de combat. La tactique de la caracole est mise au point pour tenir compte de ces contraintes et de ces possibilités. Il s'agit de refuser le contact direct et de créer un feu roulant mobile contre les carrés massifs d'infanterie en profitant de la rapidité d'exécution propre à la cavalerie : les cuirassiers sont disposés sur plusieurs rangs ; le premier rang, arrivé à portée de tir, tourne à gauche et fait feu sur l’ennemi, puis se replie derrière en dernier rang pour recharger. Les rangs suivants font de même.

## Sources bibliographiques
- L'Art de La Guerre, F. Ullrich, 1941.